# Ли, Андреа (боец)
Андреа Ли (англ. Andrea Lee; род. 11 февраля 1989, Атланта, Техас) — американский кикбоксер и боец смешанных единоборств. Выступает в наилегчайшем весе в турнирах UFC. По состоянию на 9 марта 2021 года занимает 11-е место в списке лучших бойцов своего веса в UFC.

## Выступления в MMA
| Боёв 24  | Побед 13 | Поражений 11 |
| -------- | -------- | ------------ |
| Нокаутом | 3        | 0            |
| Сдачей   | 5        | 1            |
| Решением | 5        | 10           |

| Результат  | Рекорд | Соперник           | Способ                                         | Турнир                                       | Дата             | Раунд | Время | Место                             | Примечание                                                                |
| ---------- | ------ | ------------------ | ---------------------------------------------- | -------------------------------------------- | ---------------- | ----- | ----- | --------------------------------- | ------------------------------------------------------------------------- |
| Поражение  | 13-11  | Джей Джей Олдрич   | Единогласное решение                           | UFC Fight Night: Капе vs. Алмабаев           | 1 марта 2025     | 3     | 5:00  | Лас-Вегас, Невада, США            |                                                                           |
| Поражение  | 13–10  | Монтана Де Ла Роса | Раздельное решение                             | UFC on ESPN: Каннонир vs. Имавов             | 8 июня 2024      | 3     | 5:00  | Луисвилл, Кентукки, США           |                                                                           |
| Поражение  | 13–9   | Миранда Меверик    | Единогласное решение                           | UFC 298                                      | 17 февраля 2024  | 3     | 5:00  | Анахайм, Калифорния, США          |                                                                           |
| Поражение  | 13–8   | Наталья Сильва     | Единогласное решение                           | UFC 292                                      | 19 августа 2023  | 3     | 5:00  | Бостон, Массачусетс, США          |                                                                           |
| Поражение  | 13-7   | Мэйси Барбер       | Раздельное решение                             | UFC on ESPN: Вера vs. Сэндхэген              | 25 марта 2023    | 3     | 5:00  | Сан-Антонио, Техас, США           |                                                                           |
| Поражение  | 13-6   | Вивиан Арауджо     | Единогласное решение                           | UFC on ESPN: Блахович vs. Ракич              | 14 мая 2022      | 3     | 5:00  | Лас-Вегас, Невада, США            |                                                                           |
| Победа     | 13-5   | Синтия Калвилло    | Техническим нокаутом (остановка углом)         | UFC Fight Night: Холлоуэй vs. Родригес       | 13 ноября 2021   | 2     | 5:00  | Лас-Вегас, Невада, США            | Выступление вечера                                                        |
| Победа     | 12-5   | Антонина Шевченко  | Болевой (удушение треугольником и рычаг локтя) | UFC 262                                      | 15 мая 2021      | 2     | 4:52  | Хьюстон, Техас, США               |                                                                           |
| Поражение  | 11-5   | Роксанн Модаффери  | Единогласное решение                           | UFC Fight Night: Уотерсон vs. Хилл           | 12 сентября 2020 | 3     | 5:00  | Лас-Вегас, Невада, США            |                                                                           |
| Поражение  | 11-4   | Лорен Мёрфи        | Раздельное решение                             | UFC 247                                      | 8 февраля 2020   | 3     | 5:00  | Хьюстон, Техас, США               |                                                                           |
| Поражение  | 11-3   | Джоанна Вуд        | Раздельное решение                             | UFC 242                                      | 7 сентября 2019  | 3     | 5:00  | Абу-Даби, Абу-Даби, ОАЭ           |                                                                           |
| Победа     | 11-2   | Монтана Де Ла Роса | Единогласное решение                           | UFC Fight Night: Мойкану vs. Корейский зомби | 22 июня 2019     | 3     | 5:00  | Гринвилл, Южная Каролина, США     |                                                                           |
| Победа     | 10-2   | Эшли Эванс-Смит    | Единогласное решение                           | UFC on ESPN: Нганну vs. Веласкес             | 17 февраля 2019  | 3     | 5:00  | Финикс, Аризона, США              |                                                                           |
| Победа     | 9-2    | Вероника Маседо    | Единогласное решение                           | UFC Fight Night: Майа — Усман                | 19 мая 2018      | 3     | 5:00  | Сантьяго, Столичная область, Чили | Бой вечера                                                                |
| Победа     | 8-2    | Джейми Тортон      | Болевой (кимура)                               | LFA 23                                       | 22 сентября 2017 | 2     | 2:54  | Боссьер Сити, Луизиана, США       | Защищала титул чемпионки LFA в женском наилегчайшем весе                  |
| Победа     | 7-2    | Лиз Трейси         | Раздельное решение                             | Invicta FC 23                                | 20 мая 2017      | 3     | 5:00  | Канзас-Сити, Миссури, США         |                                                                           |
| Победа     | 6-2    | Хизер Бассетт      | Болевой (рычаг локтя)                          | LFA 4                                        | 17 февраля 2017  | 3     | 3:40  | Боссьер Сити, Луизиана, США       | Завоевала титул чемпионки LFA в женском наилегчайшем весе                 |
| Победа     | 5-2    | Дженни Лю          | Нокаутом (удары в корпус)                      | Invicta FC 21                                | 14 января 2017   | 1     | 1:14  | Канзас-Сити, Миссури, США         |                                                                           |
| Поражение  | 4-2    | Сара Д’Алелио      | Болевой (удушение сзади)                       | Invicta FC 16                                | 11 марта 2016    | 3     | 4:21  | Лас-Вегас, Невада, США            | Положительный результат на запрещенный препарат                           |
| Победа     | 4-1    | Ариэль Бек         | Болевой (рычаг локтя)                          | Legacy FC 49                                 | 4 декабря 2015   | 3     | 4:22  | Боссьер Сити, Луизиана, США       | Выиграла вакантный титул чемпионки Legacy FC в женском наилегчайшем весе. |
| Победа     | 3-1    | Рейчел Остович     | Болевой (рычаг локтя)                          | Invicta FC 14                                | 12 сентября 2015 | 3     | 4:58  | Канзас-Сити, Миссури, США         | Выступление вечера                                                        |
| Поражение  | 2-1    | Роксанн Модаффери  | Раздельное решение                             | Invicta FC 10                                | 5 декабря 2014   | 3     | 5:00  | Хьюстон, Техас, США               |                                                                           |
| Победа     | 2-0    | Шэннон Синн        | Единогласное решение                           | Invicta FC 9                                 | 1 ноября 2014    | 3     | 5:00  | Давенпорт, Айова, США             |                                                                           |
| Победа     | 1-0    | Ким Колберт        | Техническим нокаутом (остановка врачом)        | GFA 27: The Stage                            | 19 сентября 2014 | 1     | 0:10  | Боссьер Сити, Луизиана, США       | Дебют в наилегчайшем весе                                                 |
| Источники: |        |                    |                                                |                                              |                  |       |       |                                   |                                                                           |

## Карьера в смешанных единоборствах

### Промоушены Invicta FC и Legacy Fighting
Первый бой в карьере проводила в рамках промоушена Invicta FC, где её противостояла Шэннон Синн, а бой закончился победой Ли единогласным решением судей. Следующим соперником стала более опытная Роксанна Модаффери, которой она проиграла в близком бою раздельным решением. После поражения Андреа вернулась в бои победой над Рейчел Остович в рамках события Invicta FC 14. Благодаря быстро проведенному болевому на руку Андреа получила и следующий бой, на этот раз в промоушене Legacy Fighting, где она победила Ариэль Бек и стала чемпионом в наилегчайшем весе. В 2016 года Ли вновь выступала в Invicta, однако проиграла болевым Саре Д’Алелио. Затем был перерыв вызванный проваленным тестом на допинг из-за приема диуретика.
В 2017 году Ли вновь вернулась в Invicta, где быстрым нокаутом выиграла у Дженни Лю. Через месяц она победила Хизер Бассетт, став первым чемпионом в наилегчайшем весе LFA. В следующем бою в рамках события Invicta FC 23 Ли раздельным решением победила Лиз Трэйси и защитила титул в LFA, победив Джейми Тортон. Таким образом, в 2017 году она провела четыре боя, в каждом из которых была одержана победа.

## Выступления в UFC
В сентябре 2017 года Ли подписала контракт с UFC, который предложил устроить ей бой в организации практически после двух недель со времени предыдущего. В соперники планировалась Калиндра Фария на турнире UFC 216, однако буквально за несколько часов до открытия карда оказалось, что Ли не может выступать из-за правил промоушена, по которым она была обязана проходить проверку на допинг за шесть месяцев до боя.
19 мая 2018 года Ли дебютировала в UFC, встретившись с Вероникой Мачедо, которая представляла Венесуэлу на турнире UFC Fight Night 129. Андреа победила единогласным решением судей. Победа позволила получить бонус за бой вечера.
Было объявлено о том, что 15 декабря 2018 года в рамках события UFC on Fox 31 Ли встретится с Джессикой-Роуз Кларк, однако бой был отменен из-за проблем Кларк, которая сгоняла вес и не была допущена врачами промоушена к бою.
17 февраля 2019 года в рамках карда UFC on ESPN: Нганну vs. Веласкес Ли встретилась с Эшли Эванс-Смит. Победу одержала Ли единогласным решением судей.
22 июня 2019 года в рамках турнира UFC Fight Night 154 единогласным решением победила Монтану де ла Роса.
9 сентября 2019 года в рамках турнира UFC 242 прошёл бой с шотландкой Джоанн Калдервуд. Ли проиграла раздельным решением.
8 февраля 2020 года на турнире UFC 247 Ли встречалась с Лорен Мёрфи. Бой оказался непростым и дошёл до решения судей, в итоге раздельным решением победила Мёрфи. При этом 12 из 12 обозревателей MMA отдавали победу Ли.
15 мая 2021 года встречалась с Антониной Шевченко в рамках турнира UFC 262. Выиграла треугольником в конце второго раунда.

## Достижения

### Бокс
- 2013 — Чемпион национального турнира «Золотые перчатки»
- 2013 — Чемпион штата Луизиана турнира «Золотые перчатки»
- 2010 — Чемпион штата Луизиана турнира «Золотые перчатки»[28]

## Личная жизнь
Прозвище Ли «КГБ» впервые использовал её тренер потому, что она была похожа на русскую. На одном из соревнований по муай-тай, в котором Ли одержала победу, почти вся российская команда подошла к ней сфотографироваться из-за надписи «КГБ», которая была на её шортах.
5 августа 2018 года в полицию поступило заявление от Ли на её мужа, Донни Аарона. Аарон, который увлекался татуировками с нацистской символикой, был арестован и посажен в тюрьму 30 мая 2019 года, ему было предъявлено обвинение в домашнем насилии.